# Лопатино (Красноярский район)
Лопатино — село в Красноярском районе Самарской области. Входит в состав сельского поселения Хорошенькое. 

## География
Находится на расстоянии примерно 19 километров по прямой на северо-восток от районного центра села Красный Яр.

## История
Основано в 1844 году однодворцами.

## Население
Постоянное население составляло 377 человек (русские 74%) как в 2002 году, 357 в 2010 году.